# Horvátország a 2018. évi téli olimpiai játékokon
Horvátország a dél-koreai Phjongcshangban megrendezett 2018. évi téli olimpiai játékok egyik részt vevő nemzete volt. Az országot az olimpián 4 sportágban 19 sportoló képviselte, akik érmet nem szereztek.

## Alpesisí
Férfi
| Versenyző        | Versenyszám            | 1. futam      | 1. futam      | 2. futam | 2. futam | Összesítés    | Összesítés    |
| Versenyző        | Versenyszám            | Idő           | Hely.         | Idő      | Hely.    | Idő           | Helyezés      |
| ---------------- | ---------------------- | ------------- | ------------- | -------- | -------- | ------------- | ------------- |
| Elias Kolega     | Műlesiklás             | 51,18         | 29.           | 50,94    | 4.       | 1:42,12       | 23.           |
| Samuel Kolega    | Óriás-műlesiklás       | 1:14,61       | 45.           | 1:14,13  | 36.      | 2:28,74       | 37.           |
| Istok Rodeš      | Műlesiklás             | 49,60         | 18.           | 51,81    | 22.      | 1:41,41       | 21.           |
| Matej Vidović    | Műlesiklás             | nem ért célba | nem ért célba | kiesett  | kiesett  | kiesett       | kiesett       |
| Natko Zrnčić-Dim | Lesiklás               |               |               |          |          | nem indult    | nem indult    |
| Natko Zrnčić-Dim | Szuperóriás-műlesiklás |               |               |          |          | 1:27,05       | 29.           |
| Filip Zubčić     | Óriás-műlesiklás       | 1:10,95       | 23.           | 1:10,89  | 19.      | 2:21,84       | 24.           |
| Filip Zubčić     | Műlesiklás             | nem ért célba | nem ért célba | kiesett  | kiesett  | kiesett       | kiesett       |
| Filip Zubčić     | Szuperóriás-műlesiklás |               |               |          |          | nem ért célba | nem ért célba |

| Versenyző        | Versenyszám | Lesiklás | Lesiklás | Műlesiklás | Műlesiklás | Összesítés | Összesítés |
| Versenyző        | Versenyszám | Idő      | Hely.    | Idő        | Hely.      | Idő        | Helyezés   |
| ---------------- | ----------- | -------- | -------- | ---------- | ---------- | ---------- | ---------- |
| Natko Zrnčić-Dim | Összetett   | 1:22,07  | 40.      | 48,48      | 13.        | 2:10,55    | 19.        |
| Filip Zubčić     | Összetett   | 1:21,54  | 28.      | 48,06      | 8.         | 2:09,60    | 12.        |

Női
| Versenyző     | Versenyszám      | 1. futam      | 1. futam      | 2. futam      | 2. futam      | Összesítés | Összesítés |
| Versenyző     | Versenyszám      | Idő           | Hely.         | Idő           | Hely.         | Idő        | Helyezés   |
| ------------- | ---------------- | ------------- | ------------- | ------------- | ------------- | ---------- | ---------- |
| Andrea Komšić | Óriás-műlesiklás | 1:15,54       | 31.           | 1:12,96       | 32.           | 2:28,50    | 32.        |
| Andrea Komšić | Műlesiklás       | 53,41         | 36.           | 52,85         | 32.           | 1:46,26    | 31.        |
| Leona Popović | Óriás-műlesiklás | nem ért célba | nem ért célba | kiesett       | kiesett       | kiesett    | kiesett    |
| Ida Štimac    | Óriás-műlesiklás | 1:16,86       | 40.           | 1:14,32       | 36.           | 2:31,18    | 34.        |
| Ida Štimac    | Műlesiklás       | 54,14         | 37.           | nem ért célba | nem ért célba | kiesett    | kiesett    |
| Lana Zbašnik  | Óriás-műlesiklás | nem indult    | nem indult    | kiesett       | kiesett       | kiesett    | kiesett    |

| Versenyző     | Versenyszám | Lesiklás   | Lesiklás   | Műlesiklás | Műlesiklás | Összesítés | Összesítés |
| Versenyző     | Versenyszám | Idő        | Hely.      | Idő        | Hely.      | Idő        | Helyezés   |
| ------------- | ----------- | ---------- | ---------- | ---------- | ---------- | ---------- | ---------- |
| Leona Popović | Összetett   | nem indult | nem indult | kiesett    | kiesett    | kiesett    | kiesett    |

## Bob
Férfi
| Versenyző                                                 | Versenyszám | 1. futam | 1. futam | 2. futam | 2. futam | 3. futam | 3. futam | 4. futam | 4. futam | Összesítés | Összesítés |
| Versenyző                                                 | Versenyszám | Idő      | Hely.    | Idő      | Hely.    | Idő      | Hely.    | Idő      | Hely.    | Idő        | Helyezés   |
| --------------------------------------------------------- | ----------- | -------- | -------- | -------- | -------- | -------- | -------- | -------- | -------- | ---------- | ---------- |
| Dražen Silić* Benedikt Nikpalj                            | Kettes      | 50,76    | 30.      | 50,91    | 30.      | 50,99    | 30.      | kiesett  | kiesett  | 2:32,66    | 30.        |
| Dražen Silić* Mate Mezulić Benedikt Nikpalj Antonio Zelić | Négyes      | 50,18    | 28.      | 50,64    | 28.      | 50,63    | 28.      | kiesett  | kiesett  | 2:31,45    | 28.        |

* – a bob vezetője

## Sífutás
Távolsági
Férfi
| Versenyző         | Versenyszám | Klasszikus | Klasszikus | Szabad        | Szabad        | Összesen      | Összesen      |
| Versenyző         | Versenyszám | Idő        | Hely.      | Idő           | Hely.         | Idő           | Helyezés      |
| ----------------- | ----------- | ---------- | ---------- | ------------- | ------------- | ------------- | ------------- |
| Krešimir Crnković | 15 km       |            |            |               |               | 36:44,7       | 44.           |
| Krešimir Crnković | 30 km       | 44:31,3    | 58.        | 38:25,1       | 44.           | 1:23:26,9     | 50.           |
| Edi Dadić         | 15 km       |            |            |               |               | 36:57,2       | 50.           |
| Edi Dadić         | 30 km       | 44:45,2    | 60.        | nem ért célba | nem ért célba | nem ért célba | nem ért célba |

Női
| Versenyző     | Versenyszám | Idő     | Helyezés |
| ------------- | ----------- | ------- | -------- |
| Vedrana Malec | 10 km       | 30:20,3 | 71.      |

Sprint
| Versenyző         | Versenyszám         | Selejtező | Selejtező | Negyeddöntő | Negyeddöntő | Elődöntő | Elődöntő | Döntő   | Helyezés |
| Versenyző         | Versenyszám         | Idő       | Hely.     | Idő         | Hely.       | Idő      | Hely.    | Idő     | Helyezés |
| ----------------- | ------------------- | --------- | --------- | ----------- | ----------- | -------- | -------- | ------- | -------- |
| Edi Dadić         | Férfi egyéni sprint | 3:33,17   | 66.       | kiesett     | kiesett     | kiesett  | kiesett  | kiesett | 66.      |
| Vedrana Malec     | Női egyéni sprint   | 3:54,76   | 64.       | kiesett     | kiesett     | kiesett  | kiesett  | kiesett | 64.      |
| Gabrijela Skender | Női egyéni sprint   | 3:56,23   | 65.       | kiesett     | kiesett     | kiesett  | kiesett  | kiesett | 65.      |

## Szánkó
| Versenyző     | Versenyszám | 1. futam | 1. futam | 2. futam | 2. futam | 3. futam | 3. futam | 4. futam | 4. futam | Összesítés | Összesítés |
| Versenyző     | Versenyszám | Idő      | Hely.    | Idő      | Hely.    | Idő      | Hely.    | Idő      | Hely.    | Idő        | Helyezés   |
| ------------- | ----------- | -------- | -------- | -------- | -------- | -------- | -------- | -------- | -------- | ---------- | ---------- |
| Daria Obratov | Férfi egyes | 48,615   | 28.      | 48,252   | 28.      | 48,686   | 29.      | kiesett  | kiesett  | 2:25,553   | 27.        |